# Lhassa Apso
Pour les articles homonymes, voir Lhassa (homonymie).
Le Lhassa Apso est un petit chien d'agrément et de compagnie originaire du Tibet.

## Historique

### Les origines
Son nom vient de Lhassa, la capitale du Tibet, et de « Apso » (contraction de « rapso ») qui est le nom tibétain d'une espèce de chèvre à poil long, et peut se traduire par « chèvre de Lhassa ». Son nom originel est Apso Seng Kyi ce qui peut se traduire par « chien au rugissement de lion ».
Le Lhassa Apso est une des plus vieilles races de chiens au monde. Né il y a environ deux mille ans au cœur du plateau tibétain et élevé dans les lamasseries, animal sacré, il serait issu du croisement entre l'Epagneul du Tibet et le Terrier du Tibet. Une légende tibétaine affirme que le Lhassa Apso serait la réincarnation d'un grand lama qui n'aurait pu atteindre le paradis ce qui explique son caractère sacré. Il est censé faire fuir le mal.
Il gardait l'intérieur des temples. Son ouïe est tellement fine qu'il donnait l'alerte au moindre bruit, avec un aboiement rauque, «comme s’il rugissait. C’est pour cette raison que les moines tibétains le surnommaient chien au rugissement de lion ou encore, lion des neiges». C'est le Dogue du Tibet qui était chargé de veiller à la sécurité à l'extérieur des temples.
La religion tibétaine interdisait tout commerce des êtres vivants. Il était plus rare qu'un Lhassa Apso soit offert à un étranger et si cela se produisait on offrait toujours un mâle. C'est ainsi que le Lhassa Apso est né et a évolué pendant des siècles exclusivement au Tibet.

### L'arrivée en Europe
Son commerce était interdit au Tibet, ce qui limite longtemps sa diffusion dans d'autres contrées. Au début du XXe siècle cependant, le colonel anglais Frederick Markham Bailey attaché militaire au Tibet se fait offrir un couple de Lhassa Apso qui donnent naissance à cinq chiots. En 1928, il les ramène en Angleterre ainsi que le mâle. Il fonde en Grande Bretagne le premier élevage de Lhassa Apso. Ce dernier porte différents patronymes : Petit Chien-Lion tibétain, Terrier de Lhassa, Chien talisman, Epagneul nain tibétain. C'est en 1934 qu'il prend son nom actuel.
En 1935 le premier standard est élaboré et approuvé par l'English Kennel Club. Un couple de marin britannique rentrant des Indes rapportent un couple de Lhassa Apso, ils ne peuvent payer les frais de quarantaine des animaux. Ils vendent le mâle à un capitaine belge qui veut l'offrir en cadeau de mariage à sa fille. Mais cette dernière le refuse et l'animal est vendu à une animalerie à Lille (département du Nord). C'est là qu'en 1949, Violette Dupont achète Xérès. Elle crée le premier élevage de Lhassa Apso en France. En 1960, elle fonde en France le Club des chiens du Tibet. En 1958 est fondé le premier club du Lhassa Apso. La fédération cynologique internationale (FCI) reconnaît la race en 1969, et un standard définitif est établi en 1987.

### En Amérique
En 1933, le 13e dalaï-lama offre à Monsieur et Madame Charles Suydam Cutting  (résidents américain au Tibet) deux chiens de sa production. En 1935, l'American Kennel Club approuve le standard.  L'American Kennel Club sépare le Lhassa Apso et le Shih-Tzu. En 1955, le Lhassa Apso sort du groupe des terriers.

## Description
Le Lhassa Apso est classé, dans la nomenclature de la Fédération cynologique internationale (FCI) dans le groupe 9 (chiens de compagnie), plus spécialement dans la section 5 (Chiens du Tibet), où il côtoie le Shih Tzu, l'épagneul tibétain et le terrier tibétain.
Le Lhassa Apso est doté d'un sous-poil moyen, sa robe est longue, doit toujours garder une épaisse couche de poils, qui le protège du soleil en été et du froid en hiver.
Il existe deux catégories de Lhassa Apso qui se distinguent par la texture de leur poil : ceux à poil laineux et ceux à poil soyeux. C'est en fait une appréciation de certains éleveurs. Le poil de chèvre est le seul reconnu.
Jigmé Taring, un spécialiste tibétain du Lhassa-Apso, écrivait en 1990:
« Avec mon expérience et après avoir vu un grand nombre de livres sur le Lhasa-Apso, je me rends compte qu’il existe deux types distincts de Lhasa-Apsos dans les pays étrangers, ceci est peut-être dû au climat, à la nourriture ou aux meilleurs soins que ceux qu’ils avaient dans leur pays d’origine, ou alors ils pourraient être une sorte d’hybride. C’est un mystère pour moi. D’une manière générale j’apprécie et admire votre travail, surtout en ce moment où la race est en danger de disparition après l’occupation chinoise du Tibet. »
Les Tibétains le surnomment le lion des neiges, du fait de son aboiement « rugissant », rauque pour un animal de sa taille et de sa corpulence. Toujours au Tibet, certaines personnes utilisaient ces chiens dans la traversée de l'Himalaya, le sherpa Tensing Norgay affirmait qu'ils sentaient la venue des avalanches. Il est tout à la fois chien de bergers et gardien des temples. Il participe aux cérémonies bouddhistes avec les bonzes et est le gardien des reliques.

Aujourd'hui, le Lhassa Apso originel est menacé par l'hypertype (accentuation à l'extrême de traits distinctifs propres à une race animale). Souvent on voit sur les rings des chiens au poil soyeux, au crâne en pomme avec une fontanelle ouverte et à l'arrière-train surbaissé. Heureusement certains éleveurs ont réagi positivement à cela en resélectionnant des Lhassas de type ancien.

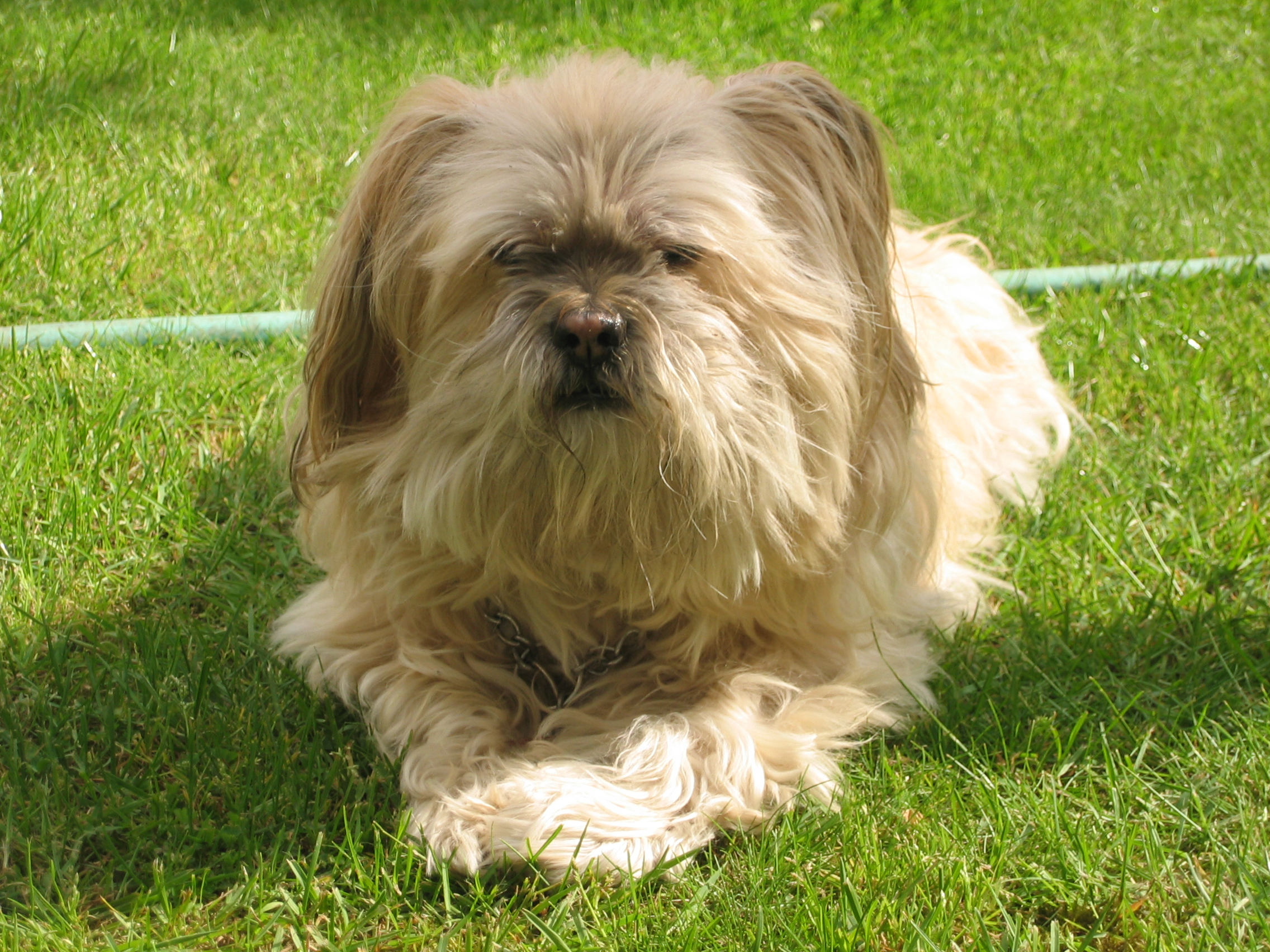
Un Lhassa Apso de 11 ans.

## Tempérament
Le Lhassa Apso est un animal qui a un caractère bien à lui; très protecteur envers son maître, il ne supportera pas que l'on s'en prenne à lui. C'est un excellent gardien qui aboie seulement lorsqu'un intrus entre dans la maison, il laissera les gens entrer, mais si son maître n'est pas là, ne les laissera pas ressortir.
C'est une race réputée très fidèle et peu fugueuse. Il peut avoir tendance à l'hyperattachement et ne pas supporter la solitude.
Ce petit compagnon présente des dispositions pour les sports canins tels que l'agility.[réf. nécessaire]
Vif et intelligent, il est souvent très fier. Bien qu'il s'attache facilement à son maitre, il aime garder une part d'autonomie et d'indépendance.

## Entretien
Le Lhassa Apso nécessite un brossage 2 fois par semaine au minimum,, notamment lorsqu'il est jeune pour lui enlever sa bourre de chiot (la bourre du chiot peut durer jusqu'à 18 mois/2 ans), un nettoyage des yeux 1 à 2 fois par semaine, il faut couper les poils régulièrement entre les coussinets, vérifier les griffes et les couper si nécessaire. Il faut bien le sécher après l'avoir lavé (1 fois par mois ou plus selon l'activité) sinon ses poils resteront mouillés plusieurs heures. Le toilettage d'un Lhassa Apso nécessite au minimum 2h pour un toilettage 1 fois dans le mois.
Il faut procéder par un shampooing soit protéiné, soit au jojoba. Puis utiliser un après-shampooing qui conditionne le poil, appelé aussi conditionneur, on ne rince pas. On enveloppe le Lhassa Apso dans une serviette et on tamponne.
Puis vient la phase du séchage en effectuant un brushing et une fois le poil bien sec on fait l'arrondi des pattes, puis on égalise sa robe qui doit tomber à ras du sol.
Pour un Lhassa Apso qui fait des expositions et des concours, on entretient sa robe 1 fois par semaine. Pour que le poil pousse mieux, il pest possible d'utiliser la technique des papillotes (papillotes placés sur les poils qui préservent le poil long du chien, avec éventuellement un produit nourrisant).

## Santé
Le Lhassa Apso est une race de chien très rustique à la longévité assez élevée. Une étude menée au Royaume-Uni en 2024 a révélé une espérance de vie de 14 ans pour cette race, contre une moyenne de 12,7 ans pour les races pures et de 12 ans pour les races croisées.
Malgré sa petite taille, c'est un chien endurant doué pour les randonnées et l'agilité. Montagnard, il dispose d'une capacité de saut étonnante.
Le Lhassa Apso peut avoir des infections oculaires, luxation des rotules, quelques cas de dermites allergisantes (réactions à certains allergènes comme les pollens, les piqures de puces, les acariens etc.) et des cas encore plus rares de dysplasie rénale.
Son estomac est souvent sensible et ne tolére pas d'excès.

## Galerie

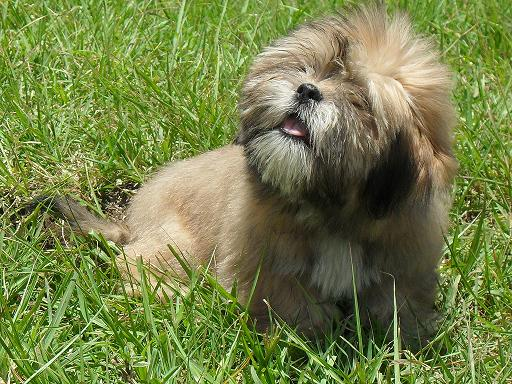
Jeune Lhassa Apso.
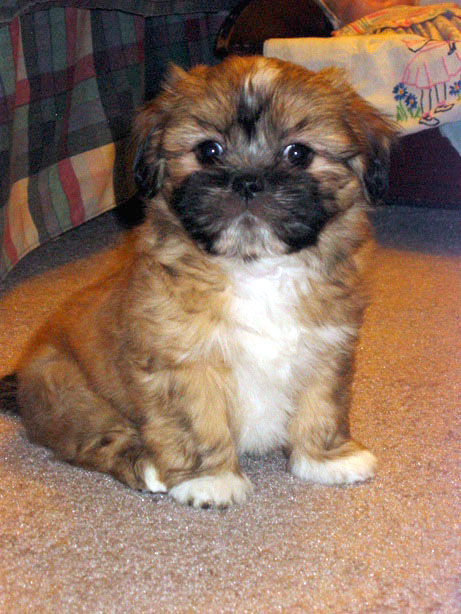
Chiot Lhassa Apso de 8 semaines.
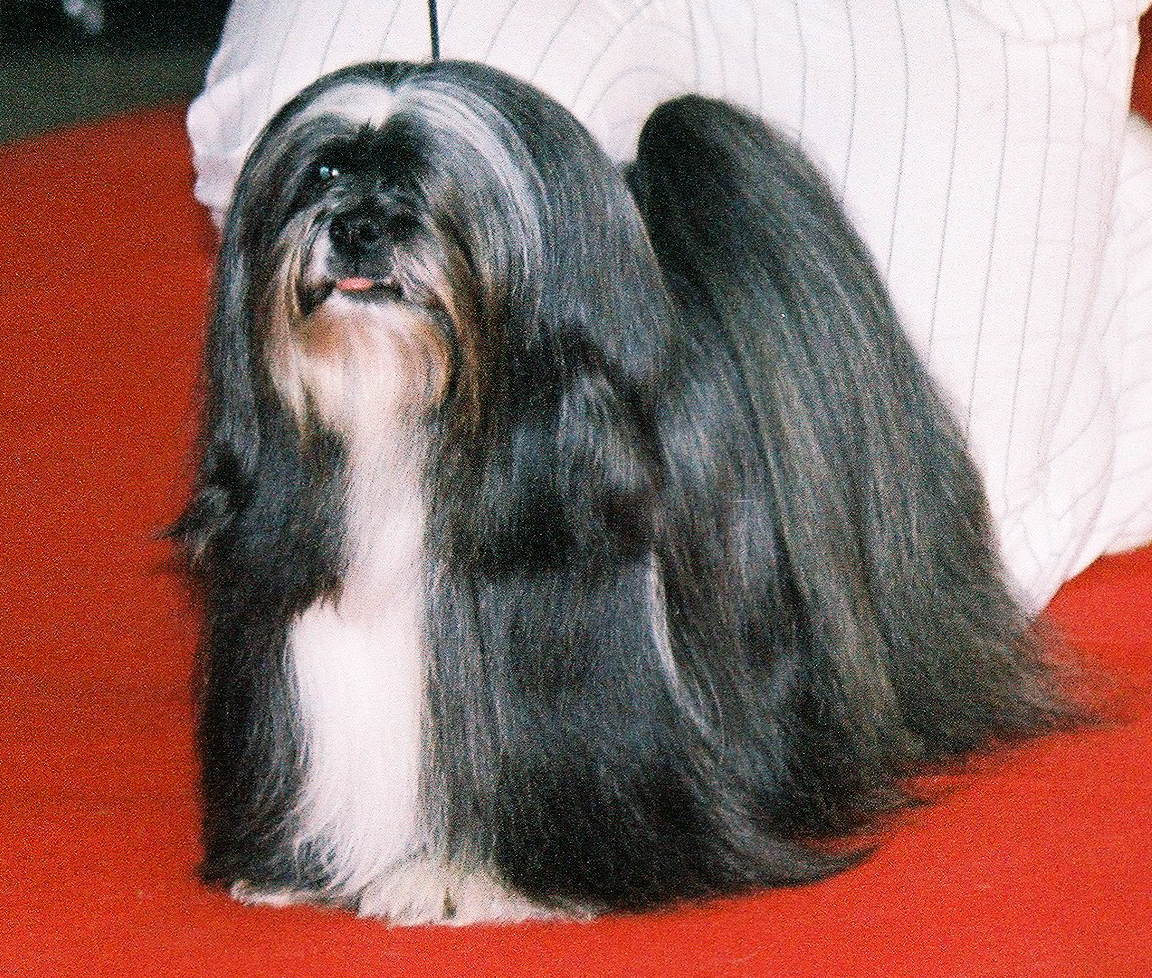
Un Lhassa Apso avec les poils longs.
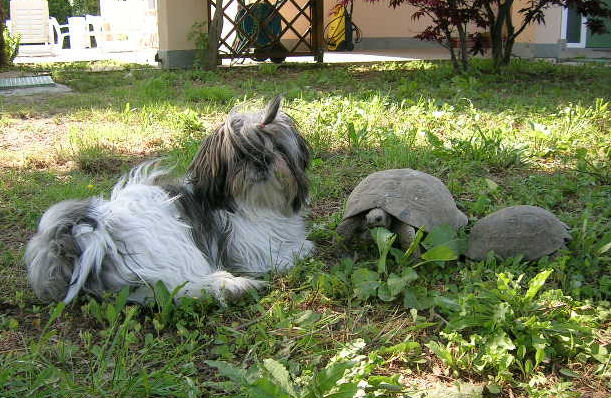
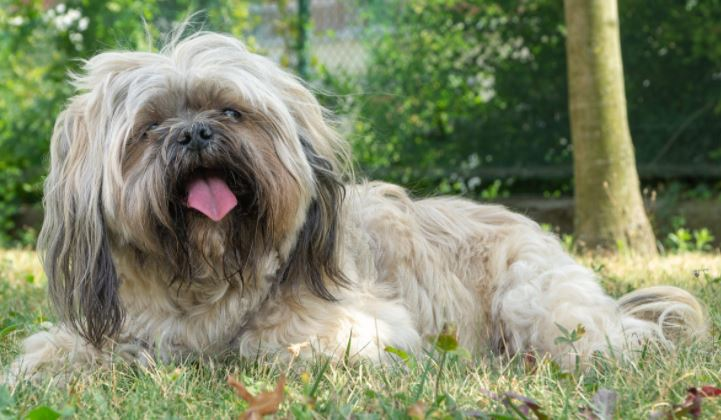
Lhassa de 13 ans, robe charbonnée.